# Aéropostale (empresa de ropa)

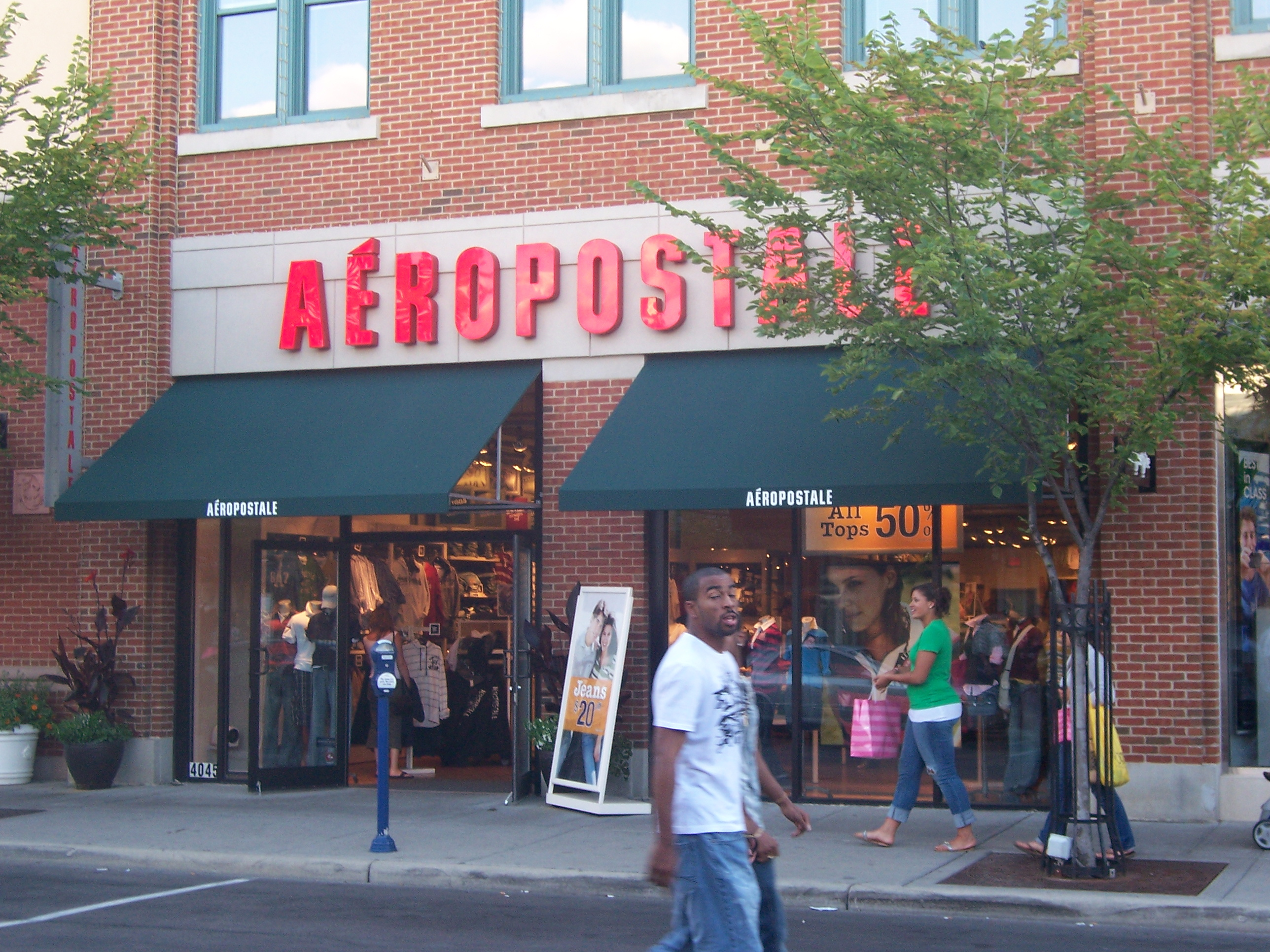
Tienda Aéropostale en un centro comercial.

Aéropostale Inc. (pronunciado [ˌɛɹoʊˈpoʊstɑl]), o simplemente como Aéro, es una empresa textil de Estados Unidos dedicada a la venta de ropa informal para jóvenes que posee más de 800 locales en Estados Unidos y Canadá. Las tiendas suelen estar localizadas en centros comerciales y áreas comerciales. Aéropostale vende prendas de vestir incluyendo camisetas, jeans, ropa interior, accesorios y trajes de baño. La ropa se vende a un promedio de menos de 50 dólares. Aéropostale tiene una segunda marca dedicada al surf llamada Jimmy'Z, de la cual tiene 14 tiendas en los Estados Unidos. El logotipo de la empresa es una pequeña mariposa que normalmente se encuentra en al lado izquierdo de las prendas de vestir femeninas, y en pequeños bulldogs o en logos A87 en las camisetas, polos de hombre y camisas tejidas.

## Historia
La primera tienda Aéropostale fue abierta en Los Ángeles por la compañía R.H. Macy & Co., Inc. en 1987. El nombre Aéropostale proviene del francés, significa "correo aéreo" y proviene del nombre del servicio de correo aéreo franco-americano en 1920:  Compagnie Générale Aéropostale [cita requerida].
Federated Department Stores compró R.H. Macy & Co., Inc., la compañía matriz de Aéropostale en 1994. En 1998, MSS Delaware Inc. y Bear Stearns compraron Aéropostale y sus 119 tiendas por aproximadamente 15 millones de dólares. Aéropostale salió a la bolsa en 2002.
Aéropostale lanzó su tienda en línea a principios de 2005. El total neto de las ventas de la tienda en línea el año fiscal de 2008 fue de 79,1 millones de dólares.

## Expansión internacional
En verano de 2006, se anunció que Aéropostale entraría en el mercado canadiense. El 3 de agosto de 2007 la primera tienda canadiense de Aéropostale abrió en el Centro Comercial White Oaks Mall en London, Ontario.
En mayo de 2008 Aéropostale abrió su primera tienda en Puerto Rico, en Plaza Carolina. En días posteriores, Aéropostale abrió dos tiendas más localizadas en Plaza Las Américas y en Puerto Rico Premium Outlets. La Compañía planeaba abrir de 12 a 14 tiendas más en Puerto Rico en los siguientes años.
En marzo de 2009 Aéropostale expandió sus operaciones al Medio Oriente, abriendo su primera tienda en Dubái, Emiratos Árabes Unidos. La compañía planeaba abrir más de 20 tiendas en la región en el siguiente par de años, incluyendo tiendas en Kuwait, Baréin, Catar, y otra tienda en los Emiratos Árabes Unidos.
En 2013 Aéropostale comienza a mostrar interés por el mercado de Hispanoamérica, buscando abrir tiendas en países como Panamá, Colombia, Ecuador, México (en alianza con la departamental Liverpool) y en Chile (Grupo Yes S.P.A.), además de introducirse en el mercado brasileño.
El 20 de octubre de 2017 Aéropostale abrió en Ecuador sus primeras 6 tiendas en las ciudades de Quito, Guayaquil, Ambato, Portoviejo y Santo Domingo. Además esperaban abrir 6 tiendas más en los siguientes años.
En diciembre de 2018 la cadena abrió su primera tienda en Uruguay, ubicada en el Punta Shopping de la ciudad de Punta del Este.
A comienzos de 2019 Aéropostale comenzó sus operaciones en Argentina con la apertura de 7 tiendas ubicadas en Buenos Aires, La Plata, Rosario y la Costa Atlántica.
Algunos de los principales países donde se fabrican sus productos son Guatemala, que distribuye a todo América Latina, Vietnam, hacia todo el territorio norteamericano, y Pakistán, que abarca desde Europa hasta partes de Asia.

## Competencia
Las principales competidoras de Aéropostale son American Eagle Outfitters, Hollister Co.,  Abercrombie & Fitch, GAP, Converse, y DKNY, que generan menos ventas y ganancias que Aéropostale. En 2007, Aéropostale generó 5190 millones de dólares en ventas totales, mientras que sus grandes competidores, como American Eagle y Abercrombie & Fitch, obtuvieron ventas de 3700 millones y 3000 millones de dólares, respectivamente.
Saludos Cordiales